# Judy Singer
Judy Singer (12. travnja 1951.) australska je sociologinja, poznata po tome što je skovala pojam neurorazličitost.

## Životopis
Judy Singer je odrasla u Australiji kao kći majke Židovke koja je preživjela Drugi svjetski rat. Dugi niz godina radila je kao računalni savjetnik i bila je samohrana majka. Primijetila je neke osobine svoje kćeri koje su bile slične poteškoćama u društvenoj interakciji kakve je imala i njezina majka. Nešto kasnije Singerinoj je kćeri dijagnosticiran Aspergerov sindrom. Singer je i sebe opisala kao "vjerojatno negdje u autističnom spektru".
Nešto prije nego je njezina kćer dobila dijagnozu, Judy je započela studij sociologije na Tehnološkom sveučilištu u Sydneyu gdje je i diplomirala, te istraživala britanska i američka dostignuća na polju studija invalidnosti. Prateći virtualni aktivizam autističnih i drugih neurološki drugačijih ljudi sredinom 1990-ih, posebice na forumu Independent Living Mailing List (ILMV), upoznala je novinara Harveya Blumea koji joj je kasnije pomogao u proširenju njezinih ideja. Judy Singer je skovala pojam "neurorazličitost", kao izraz koji definira kako biološku raznolikost živčanog sustava ljudske vrste i posljedičnu psihološku varijabilnost, tako i društvene pokrete neuroloških manjina, koji bi također uključivali i pokret za prava autističnih osoba.
U Australiji je Judy Singer osnovala i grupu za podršku obiteljima autističnih osoba ASpar. Godine 2016. objavila je knjigu Neurodiversity: The Birth of an Idea ("Neurorazličitost: Rođenje ideje").